# La caixa oblonga (pel·lícula)
La caixa oblonga és una pel·lícula de terror britànica de 1969 dirigida per Gordon Hessler, protagonitzada per Vincent Price, Christopher Lee i Alister Williamson. Aquesta va ser la primera pel·lícula protagonitzada tant per Price com per Lee. Ha estat doblada al català,
Basat lliurement en el conte de 1844 La caixa oblonga, explora i combina diversos temes típics de l'obra d'Edgar Allan Poe, com ara l'enterrament prematur i l'emmascarament. Figures, amb el tema no Poe dels assassinats rituals vudú.

## Argument
La pel·lícula té lloc a Anglaterra l'any 1865. Després d'haver estat grotescament desfigurat en una cerimònia de vudú africà per una transgressió contra la població nativa, Sir Edward Markham (Alister Williamson) és tancat a la seva habitació pel seu germà culpable, Julian (Vincent Price).
Cansat de la seva captivitat, Sir Edward planeja escapar fingint la seva mort. Amb l'ajuda de l'advocat de la família, Trench (Peter Arne), contracten el bruixot N'Galo (Harry Baird) perquè inventi una droga per posar Sir Edward en un tràngol semblant a la mort. Abans que Trench tingui temps d'actuar, Julian troba el seu germà «mort» i el posa en un taüt (la «caixa oblonga del títol»). Avergonyit per l'aparença del seu germà, Julian demana a Trench que trobi un cadàver per a l'estat de Sir Edward. Trench i N'Galo assassinen el propietari Tom Hacket (Maxwell Shaw) i ofereixen el seu cadàver a Julian. Després de despertar, Trench i el seu jove company Norton (Carl Rigg), descarten del cos d'Hacket en un riu proper, mentre Julian fa sebollir Sir Edward. Ara lliure del seu germà, Julian es casa amb la seva jove promesa, Elizabeth (Hilary Dwyer), mentre Trench, Norton i N'Galo segueixen camins separats.
Sir Edward queda enterrat viu fins que és desenterrat pels lladres de tombes i lliurat al metge doctor Newhartt (Christopher Lee). Newhartt obre el taüt i s'enfronta al ressuscitat Sir Edward. Amb el seu coneixement de primera mà de les activitats il·legals de Newhartt, Sir Edward fa xantatge al metge perquè el protegeixi. Aleshores, Sir Edward amaga la seva cara darrere d'una caputxa carmesí i comença una matança venjativa.
Norton és el primer a la llista de Sir Edward i li talla la gola. Entre assassinats, Sir Edward troba temps per romandre amb la minyona de Newhartt, Sally (Sally Geeson), però quan Newhartt se'n assabenta de la seva aventura, acomiad Sally i ella va a treballar per Julian. Mentre busca Trench, és desviat per un parell de borratxos que l'arrosseguen a una taverna propera. Aquí acaba amb la prostituta Heidi (Uta Levka), que intenta robar els seus diners, però Sir Edward la mata. La policia s'implica i comença la recerca d'un assassí amb una caputxa carmesí.
Mentrestant, Julian sospita del cos que li va subministrar Trench, després que el seu amic Kemp (Rupert Davies) el trobi arrossegat a la vora d'un riu. Julian afronta Trench, que li diu la veritat sobre la «mort» de Sir Edward. Poc després, Trench és enviat per Sir Edward, però no abans que li digui el parador de N'Galo. Amb l'esperança que el guarirà de la seva desfiguració, Sir Edward demana ajuda a N'Galo. Aquí Sir Edward descobreix la veritat sobre el seu temps a l'Àfrica: en un cas d'identitat equivocada, va ser castigat pel crim del seu germà de matar un nen africà. N'Galo no aconsegueix curar Sir Edward, i lluiten; N'Galo apunyala Sir Edward al pit i Sir Edward reacciona llançant-li líquid calent a la cara. Sir Edward torna llavors a casa de Newhartt, on Newhartt cura la seva ferida. Desconfiant del tractament mèdic de Newhartt, Sir Edward li talla la gola i marxa a enfrontar-se al seu germà.
De tornada a la casa ancestral de Markham, en Julian s'assabenta del parador del seu germà per Sally i marxa cap a casa del Dr. Newhartt, només per trobar-lo a prop de la mort. Mentrestant, Sir Edward torna a casa per trobar Sally, que es veu rebutjada per l'assassinat del seu antic amant. Sir Edward l'arrossega als terrenys de la casa, suplicant pel seu amor. Julian torna a casa i la persegueix amb una escopeta de doble canó. Al bosc, la Sally li arrabassa la caputxa a Sir Edward i el seu rostre deformat es revela per primera vegada. Ella crida. Julian es posa al dia i Sir Edward l'enfronta pel seu crim. Mentre Sir Edward avança, Julian li dispara amb els dos barrils. Inclinat sobre el moribund Sir Edward, Julian rep d'ell una mossegada a la mà.
Un cop més a la seva "caixa oblonga", Sir Edward és ressuscitat per un venjatiu N'Galo, però aquesta vegada es troba a uns metres més avall sense cap esperança d'escapar. Mentrestant, de tornada a la mansió de Markham, Elizabeth troba en Julian a l'antiga habitació d'Edward. Quan ella li pregunta què fa allà dins, ell li diu que és "la seva" habitació i es gira per revelar que la seva cara es desfigura: la mossegada d'Edward ha transmès l'horrible malaltia a Julian. L'Elizabeth s'enrogeix de por, i els crèdits finals passen per sobre d'un primer pla dels seus ulls eixamplats per la sorpresa.

## Repartiment
- Vincent Price com a Julian
- Christopher Lee com el Doctor Newhartt
- Rupert Davies com a Kemp
- Uta Levka com a Heidi
- Sally Geeson com a Sally
- Alister Williamson Sir Edward Markham
- Peter Arne com a Trench
- Hilary Dwyer com a Elizabeth
- Maxwell Shaw com a Hackett
- Carl Rigg com a Norton
- Harry Baird com a N'Galo
- Godfrey James com a Weller
- John Barrie com a Franklin
- Ivor Dean com a Hawthorne
- Danny Daniels com a bruixot
- Michael Balfour com a Ruddock
- Hira Talfrey com a Martha
- John Wentworth com a Parson
- Colin Jevons com a Doctor
- Martin Wyldeck com a agent
- Zeph Gladstone com a noia de Trench

## Producció
La pel·lícula va ser produïda per la filial britànica d'American International Pictures. Price, Davies i Dwyer havien aparegut recentment a Witchfinder General, sota la direcció de Michael Reeves, i el 18 de novembre de 1968, els quatre també van començar a treballar a la Caixa Oblonga. El guió original tenia els germans Markham com a bessons, tots dos interpretats per Vincent Price.
Christopher Wicking va ser contractat per fer alguns diàlegs addicionals. Diu que l'AIP estava disposada a posar la pel·lícula en producció per aprofitar l'èxit de Witchfinder' i que també li havien promès When the Sleeper Wakes i una pel·lícula sobre Crist venint a l'era moderna. dia. Wicking diu que la caixa oblonga "era la pastanaga".
Tanmateix, Reeves es va emmalaltir durant la preproducció, de manera que Hessler va intervenir i va fer una sèrie de canvis substancials. Amb l'ajuda de Christopher Wicking, va reelaborar el guió per incorporar el tema de l'explotació imperial dels pobles nadius d'Àfrica. Aquest tema va donar a la pel·lícula un aspecte «pro-negre» que més tard faria que fos prohibida a Texas.
El paper principal de la pel·lícula va ser atorgat a l'actor de caràcter Alister Williamson, el seu primer. Tot i que té la major quantitat de temps de pantalla, més que Price o Lee, la seva veu real no s'escolta mai (va ser redoblada per un altre actor) i la seva cara està coberta durant la major part de la pel·lícula. El seu maquillatge el va fer Jimmy Evans, els altres crèdits del qual inclouen Captain Kronos – Vampire Hunter (1972) i Scream and Scream Again (1970) de Hessler.
El rodatge va tenir lloc als Shepperton Studios, amb escenografies dissenyades pel director d'art George Provis. La partitura va ser composta per Harry Robertson, qui més tard va treballar en diversos Hammer Horrors.

## Recepció
Segons Hessler, la pel·lícula va tenir un gran èxit i va donar lloc a una sèrie de pel·lícules de terror per a AIP, com ara Scream and Scream Again i Cry of the Banshee.
Rotten Tomatoes, un agregador de ressenyes, informa que el 57% dels set crítics enquestats van donar a la pel·lícula una crítica positiva; la qualificació mitjana era de 4,6/10. A. H. Weiler de The New York Times va escriure: "Els productors britànics i nord-americans, que han estat explotant com un boig el fil literària aparentment inesgotable d'Edgar Allan Poe, ara han descobert The Oblong Box per il·lustrar una vegada més que l'horror es pot convertir en pintoresc, divertit i poc convincent a preus modestos." Variety va escriure, "Price com de costum, sobreactua, però aquí és un art per adaptar-se a l'estat d'ànim i la peça i, com és habitual, Price és bo en la seva part."